# 亚历山大·热米尼亚尼
亚历山大·热米尼亚尼·费雷拉（葡萄牙語：Alexandre Gemignani Ferreira，1925年6月26日—1998年3月8日），生于聖保羅，巴西前男子篮球运动员。他曾代表巴西获得1948年夏季奥运会篮球比赛男子铜牌。